# Јасдожа
Јасдожа (мађ. Jászdózsa) је село на обалама реке Тарне у региону Јасшаг у жупанији Јаш-Нађкун-Солнок у централној Мађарској, приближно 100 км (62 миље) источно од Будимпеште.

## Географија

### Локација
На северној граници округа Јасшаг, који се додирује са округом Хевеш, налази се насеље уз реку Тарну. Историјски центар насеља развио се на десној обали реке Тарне, која је због прописа сада углавном претворена у рукавац. Насупрот томе, на левој обали реке настале су бројне улице. Три моста су временом изграђена како би повезала два дела насеља. Тренутно, готово цело насељено подручје Јасдоже, осим једне улице у унутрашњости и источног дела Сечењи пута, смештено је на десној обали реке.

## Историја
Прво писано помињање датира из 1433. године, у облику сведочанства. Старији назив места је Доша, који локалци изговарају као „Даоша” или „Дауша”. Порекло имена остаје неизвесно.
Савремено село вероватно није у почетку било Јас као „салаш“ или насеље, већ се током времена, посебно за време турске окупације, спојило са насељем Јаса под именом Неђсалаш,  чији су археолошки остаци откривени осамдесетих година прошлог века у приграничном подручју, познатом као „Берењска земља”, неколико километара од села.
После изгонства Турака, Доша и Јасберењ су дуго водили спор око територије, која је на крају припала Јасберењу. Археолошки налази су изложени у „Музеју Дамјанич” у Солноку.
У овом правцу данас се налази сеоска кућа са малом капелом која се зове Неђсалаш на путу који повезује Јасберењ-Јасароксалаш. Подручје је било шумовито, мочварно, повремено поплављено подручје, пресечено реком Тарном, потоком Аго (локално познатим као „Котро“), потоком Шарвађ и другим водотоцима. Последњи његов остатак је Попова шума северно од села. Насеља су се налазила у вишим деловима области. Стари делови водотока се још увек могу наћи на лицу села, на пример језеро Баба је остатак старе рукавце Тарне. Касније је регулацијом река и дренажом цео простор доведен под пољопривредну обраду. Међутим, у копненим годинама вода показује где је Тарна текла, где су биле водене струје и стајаће воде.
На сателитском снимку можете јасно видети како је овај пејзаж некада изгледао.
Мартовска поплава из 1963. године донела је велику промену у животу села. Изливена Тарна поплавила је нижа подручја. Многе куће су уништене и причињена је знатна штета. После поплаве подигнуто је много нових кућа, подигнут насип, подигнута кружна брана, а Тарна, која протиче кроз село, преусмерена је у ново корито. Изнад њега је 1979. године изграђен нови армирано-бетонски носач. Замењен је и стари гвоздени мост, а пруга је добила нови колосек. У северном делу села изграђена је нова железничка станица, због чега је стара станица остала без родитеља, испред ње данас возе кола, а у кући је и пивара. Издвојено старо корито Тарне постало је рибарски рај.

## Становништво
У 2001. години, скоро 100% становништва насеља изјаснило се да су мађарске националности.
На попису из 2011. године, 85,8% становника изјаснило се као Мађари, 0,4% као Роми, а 0,5% као Румуни (14,2% није се изјаснило; због двојног идентитета, укупан број може премашити 100%). Верска припадност била је распоређена овако: 62,9% римокатолика, 2% реформата, 0,4% гркокатолика, 9% неденоминационалних (25,1% није се изјаснило).
У 2022. години, 91,5% становништва изјаснило се као Мађари, 0,4% као Роми, 0,3% као Немци, 0,3% као Румуни, 0,1% као Пољаци, а 2% као друге, недомаће националности (8,5% није се изјаснило; због двоструких идентитета укупан број може бити већи од 100%). Што се тиче вероисповести, 40,5% су били римокатолици, 2,1% реформисани, 0,1% лутерани, 0,9% других хришћанских деноминација, 1,1% других католика, 13,7% неконфесионални (41,4% није одговорило).